# Agatha och Ishtars förbannelse
Agatha och Ishtars förbannelse (engelska: Agatha and the Curse of Ishtar) är en brittisk TV-dramafilm från 2019 om deckarförfattaren Agatha Christie som blir indragen i ett verkligt mordfall under en resa till en arkeologisk utgrävning i Irak efter sin skilsmässa. Filmen hade premiär på Channel Five i Storbritannien den 15 december 2019. Inspelningen ägde rum på Malta och regisserades av Sam Yates.

## Historia
I sin självbiografi skriver Agatha Christie om sin vän Katharine Woolley som en fascinerande karaktär som var extremt krävande och oförskämd, men ändå charmig och vältalig. Katharine var inspirationen till mordoffret Louise Leidner i Christes deckare Mord i Mesopotamien (1936). Ett stående skämt genom hela filmen är att Katharine och Leonard Woolleys flirtar och aktiva sexliv hörs av andra. Man tror dock att Woolleys äktenskap aldrig fullbordades, då Leonard försökte skilja sig från Katharine 1929 för att hon vägrade att fullborda äktenskapet. Han lade senare ner fallet. Det spekuleras i att Katharine hade androgenokänslighetssyndrom, vilket innebär att hon inte skulle ha haft någon livmoder.

## Handling
Året är 1928 och efter sin skilsmässa och kampen med berömmelse och framgång, reser Agatha Christie till Irak och fångas i ett nät av mord, intriger och kärlek. Två år efter det offentliga drama som orsakades av hennes 11 dagar långa försvinnande anländer Agatha till Bagdad för att söka kultur och fred. Istället hittar hon en attraktiv ung arkeolog med en skottskada. Och den berömda deckarförfattaren måste nysta upp en rad mystiska mord.

## Rollista
- Lyndsey Marshal som Agatha Christie
- Jonah Hauer-King som Max Mallowan
- Stanley Townsend som Sir Constance Bernard
- Jack Deam som Leonard Woolley
- Katherine Kingsley som Katharine Woolley
- Waj Ali som Ezekiel
- Rory Fleck Byrne som Marmaduke
- Bronagh Waugh som Lucy Bernard[4]
- Crystal Clarke som Pearl Theroux
- Liran Nathan som Faisal
- Walles Hamonde som Ahkam
- Waleed Elgadi som Doctor El-Memar
- Daniel Gosling som Hugo

## Produktion
Filmen skapades av det äkta paret Tom och Emily Dalton som också skapade Agathas gåta som var Channel Five:s mest sedda julprogram 2018. Den spelades in på Malta, precis som den efterföljande Agatha och midnattsmorden.

## Mottagande
Filmen beskrevs som "en riktig höjdare" av Michael Hogan i The Daily Telegraph, och The Times skrev att "vad den saknade i oväntade vändningar och djup kompenserade den för med nostalgisk bekvämlighet och bra, rent mord".